# Гвианский арлекин
Гвианский арлекин (лат. Oreophrynella quelchii) — вид бесхвостых земноводных семейства жаб (Bufonidae). Был описан как Oreophryne Quelchii Буленджером в 1895 году на основании одного из нескольких образцов, собранных с вершины горы Рорайма Джоном Квелчем и Френсисом Мак-Коннеллом. Вид был назван в честь первого.

## Распространение
Ареал вида ограничен трансграничной вершиной горы Рорайма в Венесуэле, Гайане и Бразилии, а также соседней вершиной Вэй-Ассипу на границе между Бразилией и Гайаной. Часть ареала находится в национальных парках Канайма (Венесуэла) и Монте Рорайма (Бразилия).

## Описание
Размер до 22 мм. Окрас чёрный, горло и брюхо — бледно-жёлтое или мраморное. Также описываются как ярко-оранжевые с черными пятнами. Сверху покрыты заметными бородавками различных размеров, снизу — более мелкими, плоскими бородавками. Морда короткая и округлая, межглазничное пространство широкое. Пальцы очень короткие, расширенные на концах, у основания соединены толстой перепонкой. Первый, второй и четвертый пальцы передних лап имеют одинаковую длину, третий самый длинный. Первый и пятый пальцы ног равны, четвертый немного длиннее, а второй и третий самые короткие. Ладони и подошвы с бородавками. Горловой мешок у самцов отсутствует.

## Образ жизни
Естественные места обитания — тепуи, на высотах от 2300 м до 2800 м над уровнем моря. Обычно обнаруживаются на открытых поверхностях горных пород. Активны днём.

## Размножение
Это амфибии с прямым развитием — фаза головастика отсутствует, из яиц вылупляются маленькие копии своих родителей.